# 오효주
오효주(1992년 1월 25일 ~ )는 대한민국의 아나운서다. KBS N 스포츠 소속이다.

## 학력
- 문원초등학교 2004년 졸업
- 과천문원중학교 2007년 졸업
- 과천중앙고등학교 2010년 졸업
- 성신여자대학교 정치외교학 학사

## 경력
- 2014년 ~ KBS N 스포츠 아나운서

## 방송
- 2015년 : 라리가 쇼
- 2019년 7월 5일 ~ 2020년 5월 5일 : KBS N 스포츠 아이 러브 베이스볼 시즌 11
- 2020년 5월 5일 ~ : KBS N 스포츠 아이 러브 베이스볼 시즌 12
- 2024년 1월 19일: KBS 조이 이십세기 힛-트쏭 199회
- 2024년 11월 10일 : KBS 1TV TV쇼 진품명품 1449회 게스트